# Andreas Castelberger
Andreas Castelberger, auch hinkender Andres oder Andres auf den Stülzen (Krücken) (* um 1500 in Graubünden; † nach 1531 in Chur), war ein evangelisch gesinnter Buchhändler in Zürich und täuferischer Prediger in Graubünden. Er gehört zu den Vätern der Schweizer Täuferbewegung.

## Leben
Andreas Castelberger stammte aus Graubünden. Geburtsdatum und Geburtsort sind nicht bekannt. Sein Name taucht erstmals 1516 in der Korrespondenz Zwinglis auf. Als Kolporteur und Buchführer versorgte er Zwingli und andere humanistisch gesinnte Gelehrte mit Druckschriften aus Basel. Der hinkende Andres, der wegen seiner Behinderung auch Andres uf der Krucken genannt wurde, lebte mit seiner Familie in Zürich. 
Als Anhänger der Reformation veranstaltete er in seinem Hause seit 1522 Bibellesungen. Zu den Teilnehmern gehörten andere radikale Zwinglianhänger wie Lorenz Hochrütiner, Heinrich Aberli und Bartlime Pur. Es waren interessierte Handwerker, von denen sich die meisten später der Täuferbewegung anschlossen. In ihrem Bibelstudium beschäftigten sie sich unter anderem mit dem Römerbrief. Aus dem Castelberger Lesekreis, dem auch Konrad Grebel und Felix Manz zuzurechnen sind, stammen ein Brief an Thomas Müntzer und einer an Andreas Karlstadt. In den beiden Briefen, die von Castelberger mit unterzeichnet waren, wurde klar die Differenz und Eigenständigkeit in Glaubensfragen zum Ausdruck gebracht. Als der Bibelkreis sich ab 1525 öffentlich für die Gläubigentaufe aussprach, wurden vom Rat die privaten Bibelstunden untersagt. Alle auswärtigen Täufer mussten die Stadt innerhalb von acht Tagen verlassen. Castelberger wurde wegen seiner Behinderung ein Aufschub gewährt. Als er sich im Sommer 1525 öffentlich gegen Zwinglis Taufbüchlein aussprach, musste er und seine Familie Zürich endgültig verlassen. 
Castelberger kehrte in seine Heimat Graubünden zurück. Noch zweimal wird er dort erwähnt. 1528 beklagte sich der Bündner Reformator Johannes Comander in einem Brief über dessen täuferischen Aktivitäten, die offenbar auch in Chur erfolgreich waren. Die letzte Erwähnung stammt aus dem Jahr 1531, als Castelberger das Churer Bürgerrecht erwarb. Über seinen weiteren Werdegang ist nichts bekannt.